# 畠山剛
畠山 剛（はたけやま つよし、1933年-　）は、日本の農村・農民研究家で、元中学校教員。
茨城県土浦市に生まれる。1956年に岩手大学農学部を卒業した。
大学卒業後は、岩手県の有芸・釜津田・大川（以上岩泉町）、箱石・宮古第二・千徳（以上宮古市）、田野畑の各中学校で教員（県立教育研究所勤務の時期もあり）を務め、1993年に退職した。教員在職中に岩手県内で食糧生産技術などの調査に従事し、当時岩手県北部や岩泉町では大半の農家で自家の農作物での自給ができずに木の実で不足を補っていたことを明らかにしている。
退職後は農業の実践と研究をおこなっている。

## 著書
- 『炭焼物語』雄山閣出版〈物語歴史文庫〉、1971年
- 『学校をつくる 教育免除地の学制百年』民衆社、1976年
- 『岩手木炭 その近代のあゆみ』日本経済評論社、1980年
- 『縄文人の末裔たち ヒエと木の実の生活誌』彩流社、1989年
- 『むらの生活誌 失われた伝統的生活』彩流社、1994年
- 『学校が消えた 山村の義務教育125年』彩流社、1998年
- 『炭焼きの二十世紀 書置きとしての歴史から未来へ』彩流社、2003年